# Honduras nos Jogos Pan-Americanos de 1975
Honduras competiu nos Jogos Pan-Americanos de 1975 na Cidade do México, de 12 a 25 de outubro de 1975. Não conquistou medalhas nesta que foi sua primeira participação.